# نیسوس و اریالوس

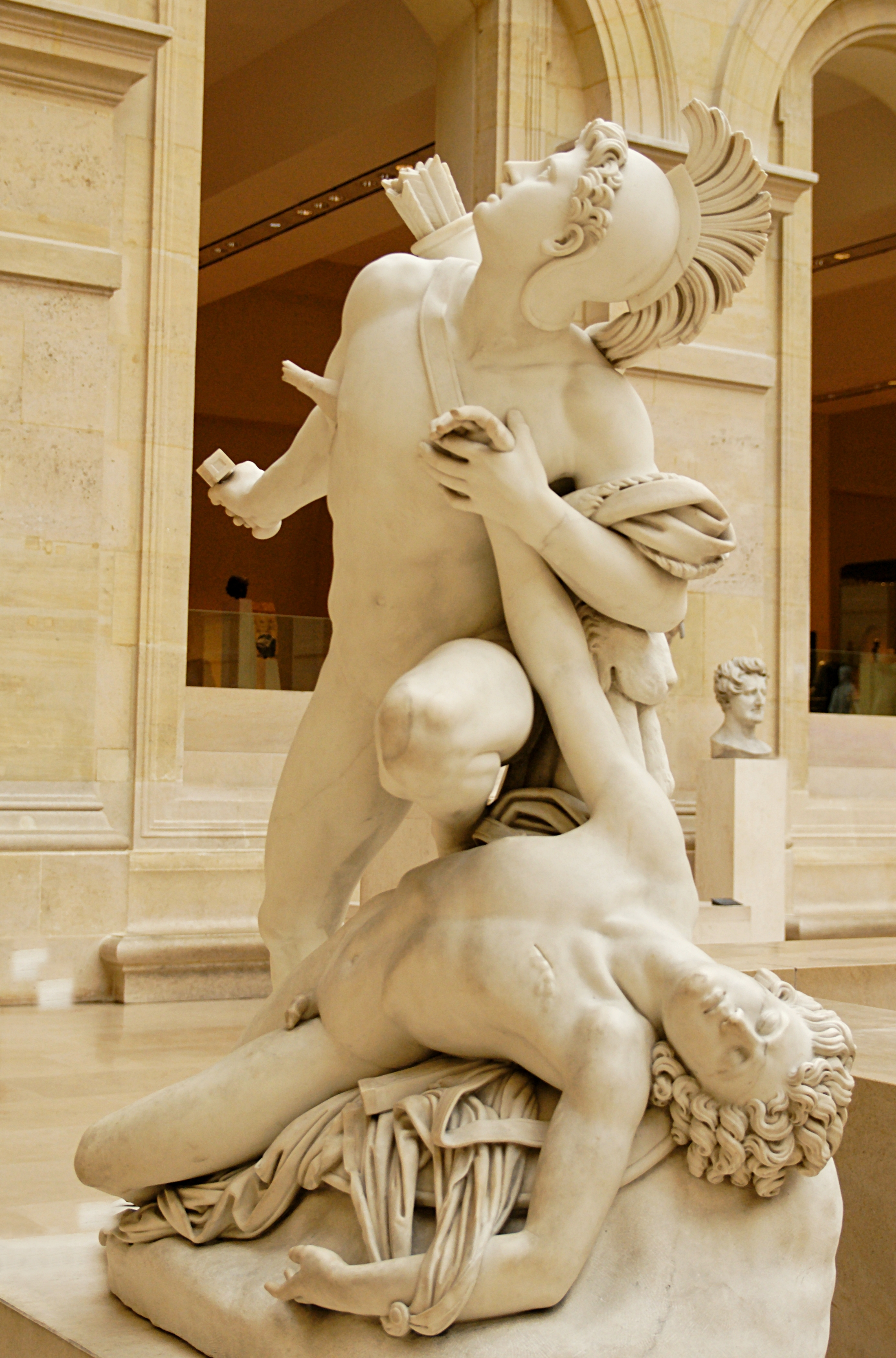
نیسوس و اریالوس اثر ژان-باپتیست ماری رومن. (۱۵۸۲) موزه لوور فرانسه.

نیسوس و اریالوس (به ایتالیایی: Niso e Eurialo) یک جفت عاشق بودند که در منظومهٔ انه‌اید_ اثر ویرژیل، شاعر دوران آگوستوس_ تحت فرمان اینیاس بودند. یورش آنان به سوی دشمن، که در کتاب نُهم روایت شده، توصیفگر زیرکی و اُستادی آنان است و در عین حال چونان یک تراژدی به پایان می‌رسد: غنیمتی که اریالوس به چنگ می‌آورد (یک کلاهخود روتولی∗ درخشان) توجه را به خود جلب می‌کند و در نهایت سبب مرگ هر دو می‌گردد. آنان همچنین در کتاب پنجم در مسابقات مراسم عزای∗ آنخیسس نیز دیده می‌شوند؛ جایی که ویرژیلْ عشقی که نشانگر پیتاس∗ است را مورد توجه قرار می‌دهد، پیتاسی که از فضایل برجستهٔ اینیاس است.
ویرژیل بر پایه قواعد شعرِ اروتیکی که از دیدگاه برخیْ نشانی از روابط عاشقانه در خود داشته و ناشی از سنت یونانیِ شاهدبازی∗ است، ایثار میان این دو مرد جوان را توصیف کرده‌است.

## پیش زمینه
نیسوس و اریالوس در میان مهاجرانی اند که پس از جنگ تروآ تحت رهبری مقام ارشد شهر یعنی اینیاس گریختند تا زنده بمانند. نیسوس فرزند هیرتاکوس∗ بود و به خاطر شکارهایش شناخته می‌شد. خانواده به الههٔ شکار که در کوه ایدا ساکن بود آموزش داد. اریالوس، که جوانتر بود، تمامی زندگی اش را در حالت جنگ و بی خانمانی به سر آورده‌است. وی توسط پدرِ نبرد آزموده‌اش اوفِلتس∗ چونان یک جنگجو آموزش دیده بود، پدری که از وی با فخر یاد می‌کرد. اوفِلتِس ظاهراً در جنگ تروآ کشته شد.
تروآیی‌ها پس از گشت و گذار سرگردان شان در مدیترانه از قضای روزگار به سواحل ایتالیا رسیدند. برخی اعضای گروه به ویژه زنان، پیش از جنگ ایتالیا در سیسیل سُکنی گزیدند اما مادر اریالوس از اینکه از پسرش جدا گردد، سرباز زد.

## شخصیت
هر چند نیسوس و اریالوس یک زوج جدایی ناپذیر در روایت داستان اند با این حال هر یک شخصیتی متمایز را داراست. نیسوس بزرگتر و تجربه دیده تر است و در بهره‌گیری از سلاح‌های پرتابی مانند زوبین و تیر (بخشی از تیر و کمان) تیز و دقیق است.
اریالوس هنوز جوان است و صورت پسرکی را دارد که هنوز مو بر صورتش نروئیده است. سن و سالش تنها در حدی است که سلاح‌ها را حمل کند. وی خوشگل تر از دیگر مردان جنگیِ اینیاس بود. اریالوس هنوز به رابطهٔ عاشقانه با مادر خود ادامه می‌دهد. وی پیش از اینکه به مأموریت خود برودْ از دیدن مادرش سرباز می‌زند زیرا نمی‌تواند گریه‌های حتمی اش را تحمل کند و اولین نگرانی اش در میان‌وعده‌های پاداش و پول اینست که اگر وی نتوانست بازنگرددْ از مادرش مراقبت شود.

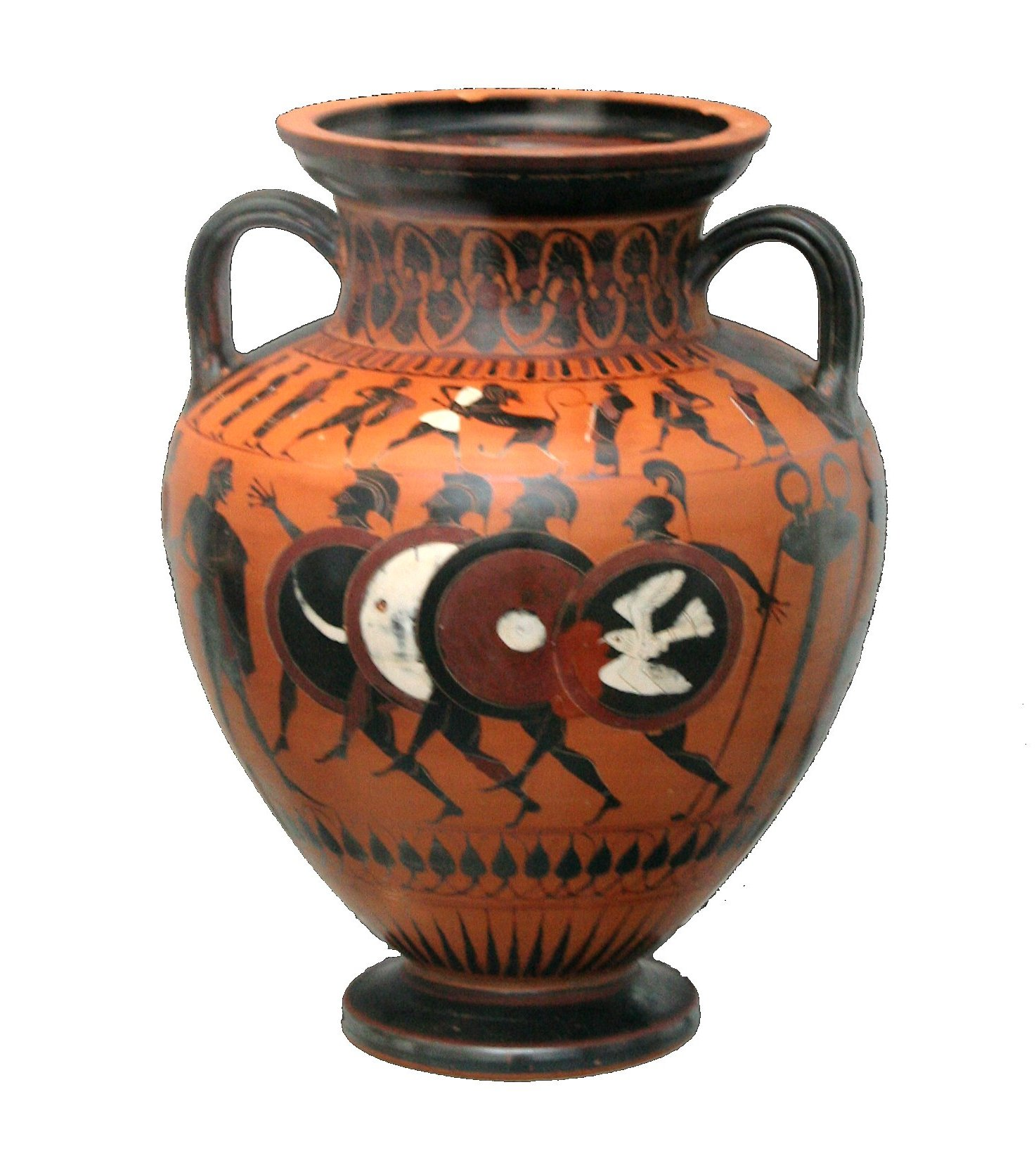
یک آمفورای سیاه‌فام که مسابقهٔ دوی مسلحانه ای را به تصویر می‌کشاند؛ حدود ۵۵۰ قبل از میلاد.

## داستان و درون مایه‌ها
یورشِ نیسوس و اریالوس [در کتاب نهم انه‌اید] یک اپیزودِ با دقّت پرداخته شده و مستقل است که در نیمهٔ «ایلیادیِ» این منظومهٔ حماسی و در طول جنگی که تروآیی‌های بی خانمان جایگاه خود را در میان ساکنین ایتالیای مرکزی تثبیت کردندْ به وقوع می‌پیوندد. ویرژیلْ نیسوس و اریالوس را ابتدا در کتاب پنجم (نیمهٔ «ادیسه» ایِ داستان) در مسابقات مراسم عزایی∗که به افتخار پدر اینیاس، آنخیسس، برگزار شدْ معرفی می‌کند. مسابقات نشانگر رفتارهایی بودند که در جنگِ آینده منتج به پیروزی یا شکست می‌شدند؛ به ویژه یک مسابقهٔ دو که در آن نیسوس و اریالوس با یکدیگر رقابت می‌کنند و پیش‌درآمدی است بر سرنوشت شومی که بعداً (در کتاب نهم) بر سر آنان خواهد آمد.
پنج دونده به ترتیبی که باید به پایان خط می‌رسیدند [ولی نرسیدند] عبارت بودند از نیسوس، سالیوس∗، اریالوس، الیموس∗ و دیورس∗. نیسوس بر اثر خون گاوی که در مراسم مذهبیِ پیش از مسابقه قربانی شده بودْ لغزید. با دانستن این که وی دیگر نمی‌تواند مجدداً به خط مقدم بازگرددْ سالیوس را لغزاند تا پیروزی را به اریالوس تقدیم نماید. نیسوس خود را چنان می نمایانْد که انگار می‌خواهد افتخار [ــِـ پیروزی] خود را به اریالوس فدا کند اما این ژست نه تنها نشانگر وفاداری اوست بلکه تمایل او به فریب دادن نیز. سالیوس به خطا اعتراض نمود، و جایزهٔ افتخاری∗ به وی داده شد، نیسوس نیز غرامتی به خاطر بدشانسی اش دریافت داشت و اریالوس جایزهٔ برنده را از آنِ خود کرد. به این حادثه چونان طنزی نگریسته شد اما [در حقیقت] پیشامدی نامیمون بود که خبر از رویداد ناخوشایندی در آینده می‌داد.
زمانی که آنان را بار دیگر در کتاب نُهم می‌بینیم، بازی‌ها جای خود را به جنگی خونین می‌دهند. تروآیی‌ها به ایتالیا رسیده‌اند تا خود را در برابر یک نیروی لاتین محلی (روتولی‌ها∗) ببینند. اینیاس در جستجوی متحدینی گروه را [از سر ناچاری] ترک و نیروهای تروآیی را در محاصرهٔ لاتین‌ها رها نموده‌است. نیسوس شجاعانه پیشنهاد یک پاتک شبانه را می‌دهد که اریالوس مصراً می‌خواهد بدان بپیوندد. ویرژیل بار دیگر بر ژرفای احساسی که آنان نسبت به یکدیگر داشتند، بر «عشق سادهٔ بین آنان» تأکید می‌کند. نیسوس می‌کوشد اریالوس را متقاعد کند در پشت جبهه بماند زیرا نگران امنیت اوست اما اریالوس اجازه نمی‌دهد عاشقش به تنهایی برود.

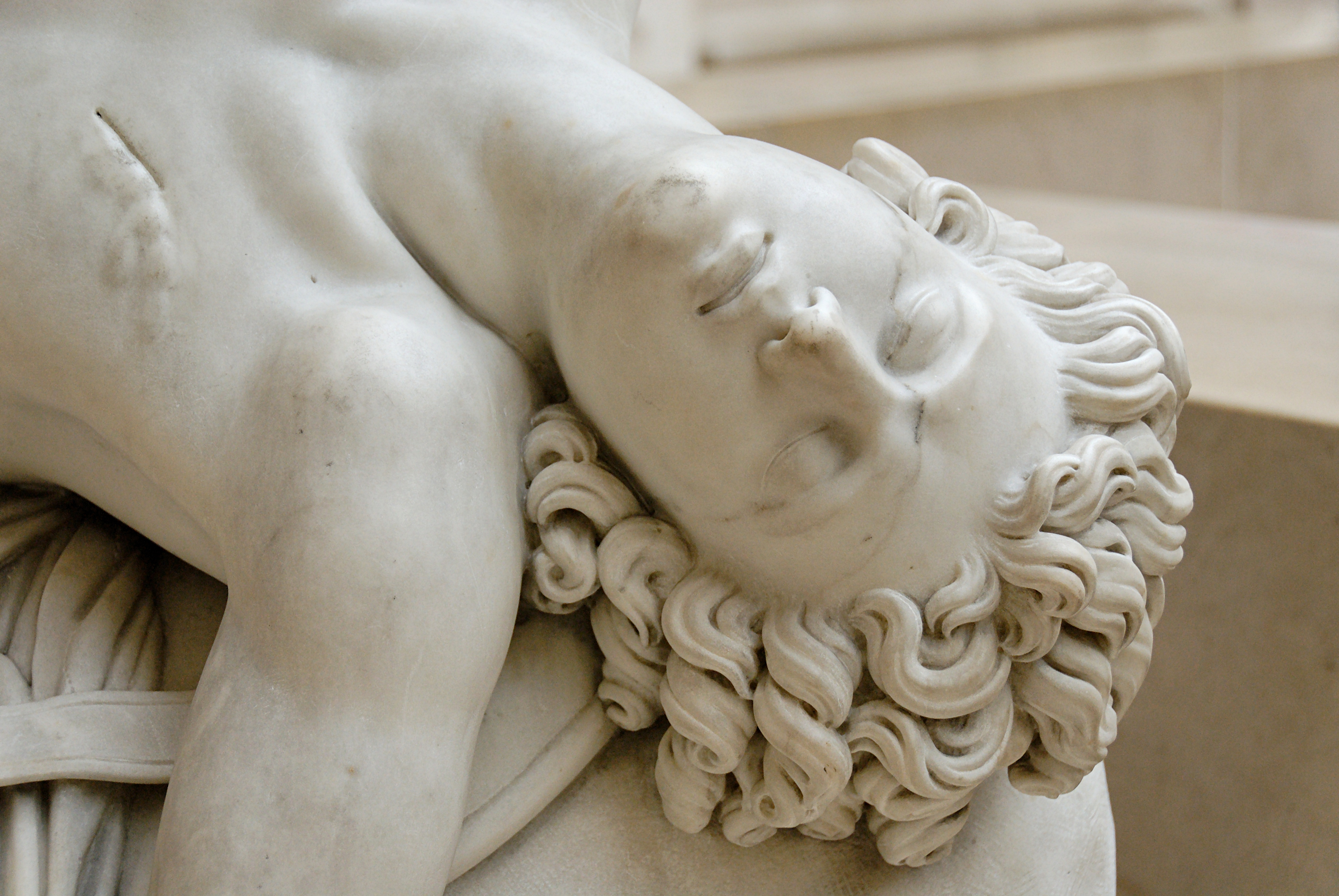
اریالوس که کشته شده و بر پاهای عاشقش افتاده‌است. اثر ژان باپتیست ماری رومن (۱۸۳۵_۱۷۹۲) ارائه شده در ۱۸۲۷.

حالا نبردی خونین به تصویر کشیده می‌شود: دو مرد جوان دل به دریازده و به کمپ دشمنی که خوابیده‌است، یورش می‌برند و شروع به کشتن هر مردی که بتوانند بیابندْ می‌کنند. نیسوس به سان «شیری گرسنه» است چنان‌که به لاتین‌های بی دفاع و گوسفند-مانند هجوم می‌برد؛ اریالوس نیز دست کمی از وی ندارد. ویرژیل همواره نسبت به قربانیان جنگ حساس است و لحظه ای بر روی قربانیان درنگ می‌کند؛ قربانیانی که خود مردان جوان زیبایی اند که داستان خاص خودشان و خانواده‌هایی که برایشان سوگواری خواهند کرد را دارند.
با طلوع سپیده دمان، نیسوس از اریالوس مصراً می‌خواهد کشتار را متوقف کرده و بگریزند؛ اریالوس پذیرفته و مقداری غنیمت از جمله یک کلاهخود زیبا نیز با خود برمی‌دارد. اما به محض اینکه از کمپ می‌گریزند، سطح صیقل کلاهخودْ نور ماه را بازمی تابانَد و گروهی از سوارانِ لاتین را هوشیار می‌کند، سوارانی که فوراً به تعقیب آنان می‌پردازند. نیسوس و اریالوس خود را به میان جنگل‌ها می‌افکنند؛ نیسوس که در کوه‌ها بزرگ شده‌است می‌گریزد امّا اریالوس نه. زمانی که نیسوس می‌فهمد رفیقش را از دست داده فوراً بازمی‌گردد، فقط برای اینکه رفیقِ از دست رفته اش را ببیند. نیزه اش را پرتاب می‌کند و دو نفر را می‌کُشد. لاتین‌ها خشمگین و آمادهٔ خنجر زدن به اریالوس می‌شوند. اکنون نیسوس از جنگل‌ها بیرون آمده و فریاد برمی آوَرد که باید به او حمله کنند نه اریالوس چرا که وی بی گناه است. اما دیگر دیر شده و لاتین‌ها اریالوس را چاقو زدند. نیسوس خود را در میان آنان انداخت و مصراً می‌خواست آنکس که معشوقش را کُشته را به قتل برساند، پیش از اینکه خود نیز کشته شود. با آخرین نفس‌هایش، وی روی بدن معشوقش میفتد. لاتین‌ها نیز سرهای آنان را به جهت انتقام‌گیری از تن جدا کرده و بر میخ‌های بزرگی آویزان نمودند.